# Gustaf Gustafsson (teaterdirektör)
Johan Gustaf Gustafsson, född 20 augusti 1835 i Stockholm, död 1 januari 1884 i Göteborg, var en svensk skådespelare och teaterdirektör.
Gustaf Gustafsson var son till konduktören vid fortifikationskåren Nils Gustafsson. Femton år gammal inträdde han vid Kungliga Teaterns elevskola och blev 1855 skådespelare vid denna teater. Efter olika engagemang i Stockholm från 1873 som skådespelare, regissör och scenisk styresman var Gustafsson från 1874 skådespelare, regissör och teaterdirektör i Göteborg. 1880–1881 återvände han för en tid till Stockholm. Från 1883 var han VD för det då bildade Göteborgs teateraktiebolag. Gustaf Gustafsson hade sina främsta framgångar i kostymdramer, men spelade även med framgång idédrama och samtidspjäser.
Han var från 1860 gift med Emilie Gustafsson.